# Les Pétreaux

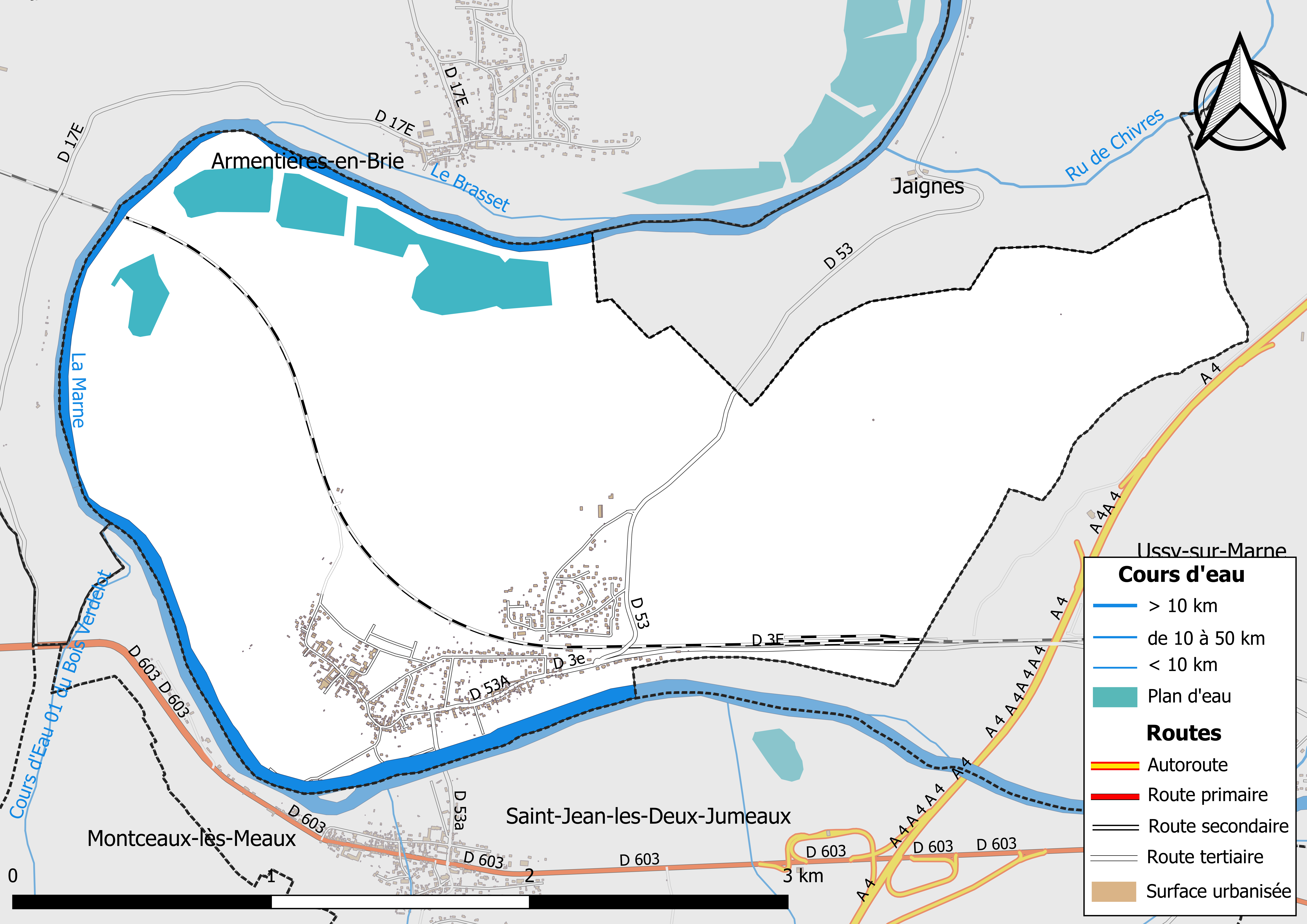
Lage

Der Fundplatz Les Pétreaux liegt im Westen von Changis-sur-Marne im Tal der Marne im Département Seine-et-Marne in Frankreich.
Zwischen 1996 und 1998 wurde in einer Kiesgrube zwischen dem Fluss und der Bahnlinie eine kleine jungsteinzeitliche Siedlung, bestehend aus zwei Häusern, ausgegraben. Trotz mittelmäßiger Erhaltung hat der Fundplatz im Marnebogen Informationen über die ersten Bauern der Region geliefert. Die Fundstücke umfassen Faunareste, Feuerstein- und Knochenartefakte, Schleifwerkzeuge aus Sandstein und Töpferware. Das Material kann in die Endphase der Bandkeramik datiert werden, die nach aktuellem Erkenntnisstand die früheste neolithische Kultur im Pariser Becken war.	
Von 1995 bis 2005 entdeckte ein Team unter der Leitung von Françoise Lafage in der Schwemmlandebene beim Steinbruch von Cemex mehr als 5000 archäologische Strukturen. Die Fundstätte im unteren Marnetal, die durch ihre kontinuierliche Ausdehnung auf etwa 70 ha einzigartig ist, wurde in 30 Kampagnen ausgegraben. Die Ausgrabungen zeigten unter anderem eine Reihe aufeinanderfolgender mittel- und spätbronzezeitlicher Gehöfte, die mit den beiden etwa 250 m entfernten Kernen der Nekropole in Verbindung gebracht werden können. Die Ausgrabung hat abgegrenzte Orte enthüllt, die die Entwicklung einer ländlichen Gemeinschaft über mehrere Jahrtausende und die Verbindung zwischen dem Lebensraum und seiner Nekropole aufzeigen.